# Melanargia ferruginea
Melanargia ferruginea är en fjärilsart som beskrevs av Fritsch 1911. Melanargia ferruginea ingår i släktet Melanargia och familjen praktfjärilar. Inga underarter finns listade i Catalogue of Life.